# Sumiton
Sumiton – miasto w Stanach Zjednoczonych, w stanie Alabama, w hrabstwie Walker. W roku 2023 miasto zamieszkiwało 2528 osób, a gęstość zaludnienia wynosiła 184,5 osoby/km².